# Kanton Trouville-sur-Mer
Kanton Trouville-sur-Mer (fr. Canton de Trouville-sur-Mer) byl francouzský kanton v departementu Calvados v regionu Dolní Normandie. Skládal se z devíti obcí, zrušen byl v roce 2015.

## Obce kantonu
- Benerville-sur-Mer
- Blonville-sur-Mer
- Deauville
- Saint-Arnoult
- Touques
- Tourgéville
- Trouville-sur-Mer
- Villers-sur-Mer
- Villerville